# 데들리 타겟
데들리 타겟(Deadly Target)은 미국에서 제작된 카라 드라이버 감독의 1994년 액션, 드라마 영화이다. 게리 다니엘스 등이 주연으로 출연하였고 조셉 메리 등이 제작에 참여하였다.

## 줄거리
홍콩 경찰 형사 찰스 프린스는 범죄자를 홍콩으로 압송하기 위해 로스앤젤레스에 도착하지만, 곧 용의자를 놓치게 된다. 그는 반항적인 경찰 짐 젠슨과 매력적인 파이 가우 딜러 다이애나 탕의 도움을 받아 냉혹한 갱스터를 추적하기 시작한다. 이 과정에서 프린스, 젠슨, 탕은 차이나타운을 피로 물들이는 폭력적인 삼합회 갱 전쟁에 휘말리게 된다.

## 출연

### 주연
- 게리 다니엘스
- 켄 맥리드
- 바이런 만

### 조연
- 수잔 바이언
- 맥스 게일
- 론 유언
- 아키 알레옹
- 필립 탠
- 제임스 윙 우
- 빌 M. 류사키
- 애디슨 랜들
- 리처드 비티
- 웬디 맥도널드

## 제작진
- 협력프로듀서: 마타 머리필드
- 미술: 스티브 라모스
- 의상: 마르셀 맥케이
- 배역: 아드리아나 미쉘